# Hsp70
Hsp70 (Hsp steht für Hitzeschockprotein) sind eine Gruppe von Proteinen und Enzymen, die manchen anderen Proteinen bei der Proteinfaltung oder bei der Entfaltung eines Proteins vor einem Membrantransport helfen. Dabei stellen Hsp70 mit einer Masse von 70 kDa eine wichtige Komponente des Chaperonsystems dar, das in eukaryontischen Zellen, in Eubakterien und in vielen Archaeen vorkommt.

## Eigenschaften
In E. coli existieren mindestens drei cytosolische Isoformen der Hsp70-Familie, von denen DnaK der bekannteste Vertreter ist. In Eukaryoten wurden Hsp70 Proteine im Cytosol, in Chloroplasten, Mitochondrien und im Lumen des Endoplasmatischen Retikulums (ER) gefunden. In Archaeen kommt Hsp70 in Halophilen und in einigen, aber nicht allen, Methanogenen vor. So fehlt es z. B. dem extrem thermophilen Methanococcos jannaschii.
In Säugetieren existieren zwei Isoformen im Cytoplasma, eine 73 kDa-Form, die konstitutiv exprimiert wird (Hsc70), und eine stress-induzierbare, 72 kDa große Form (Hsp70). Dies verdeutlicht das generelle Prinzip, dass unter physiologischen Bedingungen konstitutiv exprimierte Isoformen einige wichtige Funktionen ausüben, wohingegen induzierbare Isoformen von Hsp70 wichtige Funktionen unter Stressbedingungen ausüben. Neuere Studien postulieren auch extrazellulär lokalisiertes Hsp70, das eine Schlüsselrolle bei der Induktion der zellulären Immunantwort spielen könnte.

## Strukturelle Eigenschaften von Hsp70
Hsp70-Proteine bestehen generell aus einer 44 kDa-aminoterminalen ATPase-Domäne und einer 28 kDa-carboxyterminalen Domäne, die in eine 18 kDa-Peptidbindedomäne und eine 10 kDa-carboxyterminale variable Domäne mit unbekannter Funktion unterteilt werden kann.

## Die Hsp70-ATPase-Aktivität
Hsp70-Proteine arbeiten ATP-abhängig an der Faltung von Polypeptidketten. Zyklen von Substratbindung und -freisetzung sind mit ATP-Bindung, Hydrolyse und Nukleotidaustausch gekoppelt. In der ATP-gebundenen Form besitzt eukaryontisches Hsp70 eine niedrige Affinität zu Substratproteinen, während es in der ADP-gebundenen Form eine hohe Affinität zum Substrat aufweist. Somit führt also ATP-Hydrolyse zu einer stabileren Interaktion von Hsp70 mit dem jeweiligen Substrat.

## Funktion von Hsp70
Die molekularen Chaperone, wie Hsp70 und Hsp90, sind verantwortlich für die korrekte Faltung und Aktivierung vieler Proteine. Hsp70 assistiert bei der Faltung eines bedeutenden Anteils aller neusynthetisierten Proteine. Ein Mechanismus dieser Aktivität besteht darin, dass Hsp70 zusammen mit seinem Cochaperon Hsp40 (in Bakterien genannt DnaK und DnaJ) an Aminosäureketten bindet und verhindert, dass diese aggregieren, bevor sie ihre korrekte Struktur angenommen haben. Hsp70 kann auch mit Hsp90 einen Multichaperonkomplex bilden, in dem beide durch ein drittes Protein (Hop) verbunden sind. Das Zusammenspiel und die Interaktion dieser zwei Chaperonmaschinen ist von hoher Wichtigkeit für das Überleben von Zellen und Organismen (Autophagozytose).
An der Involvierung von Hsp70-Proteine in wichtige zelluläre Prozesse, wie den Transport von Proteinen über Membranen, die Disassemblierung von Clathrin-umhüllten Vesikeln und die Regulation der Hitzeschockantwort, wird die große Bedeutung dieser Proteine deutlich.

## Medizinische Bedeutung von Hsp70
Die niedermolekulare Komponente 15-Deoxyspergualin (DSG) wurde als ein Hsc70-Bindereagenz entdeckt. DSG bindet Hsc70 mit mäßiger Affinität und stimuliert dessen ATPase-Aktivität. Dadurch können therapeutische Effekte erzielt werden. Es wurde beobachtet, dass DSG die Abstoßreaktion des Körpers auf ein neues Gewebe bei Transplantationspatienten vermindert. Dies erklärt man sich dadurch, dass DSG indirekt bewirkt, dass Makrophagen in ihrer Funktion inhibiert und cytolytische T- und B-Zellen in der Proliferation gestört werden.

## Übersicht
Beim Menschen sind 13 Hsp70 Proteine bekannt:
| Genname | Proteinname | Synonyme                             | Lokalisation                 | NCBI-Eintrag  |
| ------- | ----------- | ------------------------------------ | ---------------------------- | ------------- |
| HSPA1A  | Hsp70-1a    | Hsp70; Hsp70-1; Hsp72; Hsx70         | Zellkern / Zytosol / Lysosom | GeneID 3303   |
| HSPA1B  | Hsp70-1b    | Hsp70-2                              | Zellkern / Zytosol / Lysosom | GeneID 3304   |
| HSPA1L  | Hsp70-1L    | hum70t; Hsp70t, Hsp70-hom            | Zellkern / Zytosol           | GeneID 3305   |
| HSPA2   | Hsp70-2A    | HspA2; Hsp70-3                       | Zellkern / Zytosol           | GeneID 3306   |
| HSPA5   | Hsp70-5     | BiP; Grp78; MIF2                     | ER                           | GeneID 3309   |
| HSPA6   | Hsp70-6     | Hsp70B’; Hitzeshock 70kD Protein 6   | Zellkern / Zytosol           | GeneID 3310   |
| HSPA7   | Hsp70-7     | Hsp70-7; Hsp70B                      |                              | GeneID 3311   |
| HSPA8   | Hsp70-8     | Hsc70; Hsc71; Hsp71; Hsp73           | Zellkern / Zytosol           | GeneID 3312   |
| HSPA9   | Hsp70-9     | Grp75; mtHSP75; mtHsp70; HspA9B; MOT | Mitochondrium                | GeneID 3313   |
| HSPA12A | Hsp70-12a   |                                      |                              | GeneID 259217 |
| HSPA12B | Hsp70-12b   |                                      |                              | GeneID 116835 |
| HSPA13  | Hsp70-13    | Stch                                 |                              | GeneID 6782   |
| HSPA14  | Hsp70-14    | Hsp70-4; Hsp70L1                     |                              | GeneID 51182  |

Einfache Organismen, wie beispielsweise Escherichia coli, besitzen weniger Hsp70 Proteine:
| Genname | Proteinname | Synonyme                         | NCBI-Eintrag  |
| ------- | ----------- | -------------------------------- | ------------- |
| dnak    | DnaK        | GroPAB; GroPC; GroPF; GrpC; GrpF | GeneID 944750 |
| hscA    | HscA        | Hsc66                            | GeneID 944885 |
| hscC    | HscC        | Hsc62                            | GeneID 945218 |